# Proiezione di Fuller

Planisfero Dymaxion che evidenzia la contiguità dei continenti.

La proiezione di Fuller con l'indicatore di deformazione di Tissot

La proiezione di Fuller, nota anche come Planisfero Dymaxion, è una rappresentazione bidimensionale della Terra, eseguita tramite la proiezione di una rappresentazione sferica del globo terrestre messa all'interno della superficie di un poliedro che può successivamente essere dispiegato all'interno di una rete in molti diversi modi e resa piatta per formare una mappa bidimensionale che mantiene la maggior parte della integrità proporzionale relativa della mappa sferica.
Venne creata dall'architetto statunitense Buckminster Fuller e da lui brevettata nel 1946, con la richiesta di brevetto che mostrava una proiezione del globo terrestre nel cubottaedro.  La versione del 1954 pubblicata da Fuller sotto il titolo The AirOcean World Map utilizzava un icosaedro lievemente modificato ma per lo più regolare come base per la proiezione, e questa è la versione a cui ci si riferisce più comunemente oggigiorno. Il nome Dymaxion venne adoperato da Fuller per alcune delle sue invenzioni.

Il planisfero Dymaxion ripiegato a formare un icosaedro

A differenza di molte altre proiezioni, la carta Dymaxion è disegnata puramente per la rappresentazione dell'intero globo terrestre. Ogni faccia del poliedro è una proiezione gnomonica, dunque zoommando in ognuna di queste facce del planisfero di Fuller si ha una carta di un continente o macroregione equivalente a questo tipo di proiezione.

## Proprietà
Fuller dichiara che la sua mappa ha alcuni vantaggi sulle altre proiezioni di mappe mondiali.

Ha meno distorsione delle dimensioni relative delle aree, molto appariscente se si compara con la Proiezione di Mercatore; e meno distorsione delle forme delle aree, specialmente visibile quando la si compara con la proiezione di Gall-Peters. Altre proiezioni di compromesso cercano un simile aggiustamento.
Più inusualmente, la mappa Dymaxion non ha un "senso corretto in alto".  Fuller frequentemente sosteneva che nell'universo non vi fosse alcun "sopra" e "sotto" oppure "nord" e "sud": ma soltanto "dentro" e "fuori".  La forza gravitazionale di stelle e pianeti crea il "dentro", indicando "verso il centro gravitazionale", ed il "fuori", significando "lontano dal centro di gravità". La presentazione del nord in alto-superiore/sud in basso-inferiore spesso frequente in altri mappamondi è legata ad una convenzione, talmente diffusa da essere considerata corrispondente alla realtà. Da segnalare che vi sono alcuni mappamondo che non mettono il nord in alto.
Non esiste un modo univoco di rappresentare la mappa di Dymaxion: dispiegando le facce triangolari dell'icosaedro in modi diversi, si può ottenere una visualizzazione bidimensionale che evidenzia la contiguità delle masse terrestri circondate dagli oceani o, viceversa, un oceano continuo circondato dalla terraferma.

### Impatto sull'arte e la cultura
Un dipinto di Jasper Johns del 1967 rappresenta un planisfero Dymaxion. Il titolo dell'opera è "Map (Basato sul Mondo Aeroceanico di Buckminster Fuller)" e si trova nella collezione permanente del Museo Ludwig di Colonia.